# 38431 Jeffbeck
38431 Jeffbeck este o planetă minoră (asteroid), cu un diametru de 5,694 km, din centura de asteroizi. A fost descoperită pe 8 septembrie 1999 la Catalina Station⁠(d) de Catalina Sky Survey și a fost numită după Jeff Beck. 
Obiectul prezintă o orbită caracterizată de o semiaxă mare de 2,7027176 UAi, o excentricitate de 0,13, o înclinație de 9,97067 ° în raport cu ecliptica.